# Saint-Pierre-des-Tripiers
Saint-Pierre-des-Tripiers je francouzská obec v departementu Lozère v regionu Languedoc-Roussillon. V roce 2011 zde žilo 77 obyvatel.

## Geografie
Obec Saint-Pierre-des-Tripiers leží na jihozápadním konci náhorní krasové plošiny Causse Méjean. Na západě její území ohraničuje soutěska řeky Tarn, na jihu soutěska Gorges de la Jonte a na východě údolí Ravin de Bastides. Obec se nalézá na území Národního parku Cévennes.
Na území obce na náhorní plošině Causse Mejean se nalézají dvě větší osady Volpillière a Courby, a dále menší samoty Viale, Cassagnes a Volcégur.
V údolí Gorges de la Jonte se nalézají větší osady Truel a Caze. Radnice se nenalézá na náhorní plošině v obci Saint-Pierre-des-Tripiers, nýbrž dole v údolí Gorges de La Jonte v osadě La Truel.